# Bajor korona

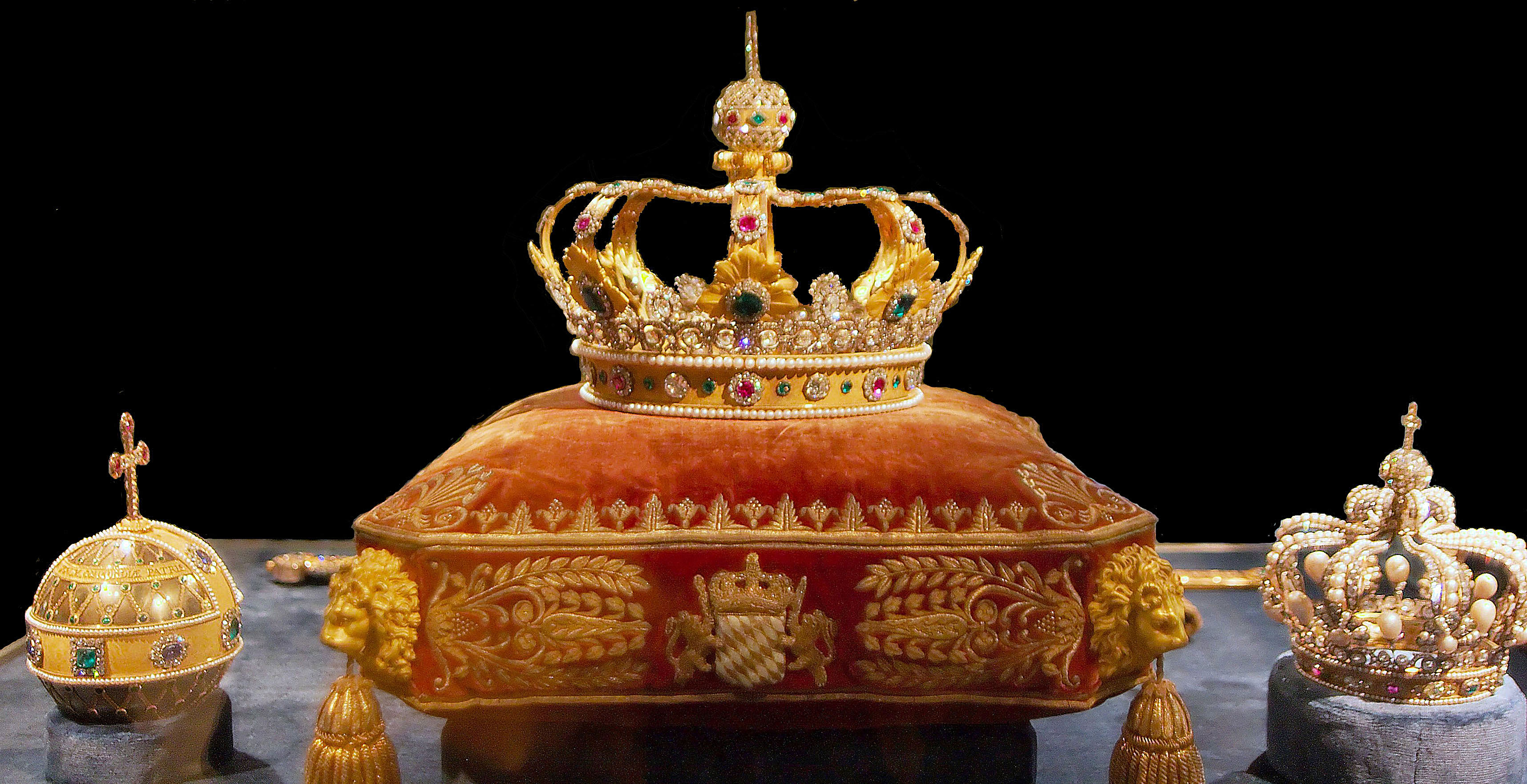
Bajor királyi korona (Münchner Residenz kincstárában)

Bajorország királyának koronája 1804 és 1807 között készült I. Miksa bajor királynak, miután Napóleon császár királyi rangra emelte őt. A koronát egy francia aranyművestől, Jean-Baptiste de Lasne-től rendelték meg, aki XV. Lajos francia király koronáját vette mintául.
Miksa szövetsége a francia császárral megőrizte őt királyi titulusában és óriási területeket is juttatott neki az 1805-ös pozsonyi békeben. Ezzel ő vált a Rajnai Szövetség (Rheinbund) egyik leghatalmasabb vezetőjévé. Leánya, Auguszta Amália hercegnő Napóleon mostohafiához, Eugène de Beauharnais-hoz ment feleségül.
Miksa rendelte meg a fenséges koronázási ékszert. Biennais, a kor legnevesebb aranyművese rubinokat, gyémántokat, smaragdokat, zafírokat és gyöngyöket helyezett el rajta.
Mint más királyi jelképet, ezt a koronát sem viselte az uralkodó. Miksa egy díszpárnán tartotta a lábánál a hivatalos ceremóniák alkalmával. A Bajor Királyság 1918-ig állt fenn. A királyi korona ma a müncheni királyi palota (Residenz) Kincstárában látható. 